# 正木正明
正木 正明（まさき まさあき、1954年〈昭和29年〉4月17日 - ）は、日本の宗教家。大阪府出身。創価大学法学部卒業。宗教法人創価学会 参議会副議長。
息子（長男）に正木伸城（出版社の編集者、文筆家）がいる。

## 来歴
1954年（昭和29年）に大阪府堺市で生まれた。1961年に創価学会に入会。創価大学在学時には、創価大学学生自治会中央執行委員長を務め、創価大学の学費改定問題に取り組み、最終的には学費値上げを承諾する。
創価大学卒業後は、創価学会の本部職員として勤めた。創価学会高等部長、創価学会創価班委員長、創価学会男子部長、創価学会青年部長、創価学会総東京長、創価学会首都圏最高会議議長、創価学会壮年部長、創価学会副会長、創価学会本部連絡調整室長、創友会委員長などの役職を歴任した。
2006年11月に創価学会理事長に就任した。以降、創価学会代表役員、創価学会教宣部長、創価学会インタナショナル副会長、創価学会インタナショナル常任理事、創価大学理事、創友会総合委員長、創価学園理事、広布新聞会議副議長などの役職を歴任する。しばしば間違えられるが、公明党元衆議院議員の正木良明とは無関係である。
2016年1月に｢体調不良｣を理由に創価学会の理事長辞任の申し出があり、会長の諮問機関「参議会」の副議長に就任した。

## 役職歴
- 創価学会
  - 高等部長
  - 創価班委員長
  - 男子部長
  - 青年部長
  - 総東京長
  - 首都圏最高会議議長
  - 壮年部長
  - 副会長
  - 連絡調整室長
  - 第9代理事長・代表役員
  - 教宣部長
  - 参議会副議長

- 創価学会インタナショナル
  - 副会長
  - 常任理事
- 創価学園
  - 理事

- 創価大学
  - 理事

- 創友会
  - 委員長
  - 総合委員長

- 広布新聞会議
  - 副議長